# Câu lạc bộ bóng đá Trường Tươi Đồng Nai
Câu lạc bộ bóng đá Trường Tươi Đồng Nai là một câu lạc bộ bóng đá chuyên nghiệp Việt Nam có trụ sở tại phường Bình Phước, tỉnh Đồng Nai. Câu lạc bộ hiện đang thi đấu tại V.League 2.

## Lịch sử
Câu lạc bộ có tên ban đầu là Câu lạc bộ bóng đá Bình Phước, Câu lạc bộ được thành lập năm 2004, tuy nhiên đến mùa bóng năm sau mới tham dự giải hạng Ba. Từ năm 2007 đến năm 2009, câu lạc bộ tham dự Giải hạng Ba nhưng đều không vượt qua được vòng bảng. Năm 2010, Bình Phước đứng đầu bảng C và thắng đội bóng Thống Nhất 08 trên chấm luân lưu trong trận Play-off để giành quyền thăng hạng lên chơi Giải hạng nhì 2011. Đội bóng Bình Phước chỉ trụ hạng được một mùa giải và chính thức bị xuống hạng vào năm 2012. Tuy nhiên, đội bóng trở lại mạnh mẽ vào mùa bóng 2013 khi giành quyền thăng hạng với thành tích toàn thắng ở vòng bảng.
Kết thúc Giải Hạng nhì 2014, Bình Phước có thành tích thi đấu xuất sắc và được lên chơi giải hạng Nhất 2015 cùng 3 tân binh khác là Nam Định, Phú Yên, Công an nhân dân. Ở mùa giải đó, Bình Phước đứng đầu vòng bảng và thắng Kon Tum với tỷ số 4-0 trong trận tranh suất lên hạng trên Sân vận động Tam Kỳ vào ngày 19 tháng 5 năm 2014.
Vào ngày 23 tháng 3 năm 2015, Câu lạc bộ bóng đá Bình Phước chính thức ra mắt người hâm mộ bóng đá tỉnh nhà. Kể từ đó, tên tuổi và mật độ thông tin về Câu lạc bộ bóng đá Bình Phước ngày càng được xuất hiện nhiều trên "bản đồ bóng đá" trong nước, trên các phương tiện truyền thông.
Tham gia V.League 2 năm 2015, Bình Phước đã thắng 4 trận, hòa 3 trận, thua 7 trận; xếp vị trí thứ 7 trong 8 câu lạc bộ tham gia ở mùa giải và hoàn thành mục tiêu trụ hạng.. Ở mùa bóng 2016, Câu lạc bộ bóng đá Bình Phước thi đấu 18 trận, trong đó có 4 trận thắng, 4 trận hòa và 10 trận thua, xếp ở vị trí thứ 8 trong 10 câu lạc bộ tham gia và tiếp tục hoàn thành mục tiêu trụ hạng.
Kết thúc mùa giải năm 2017, Bình Phước xếp thứ 3/7 đội tham dự với 19 điểm, ít hơn 1 điểm so với Bóng đá Huế. Ở giải Cúp quốc gia năm 2017, Câu lạc bộ bóng đá Bình Phước bị loại sau lượt trận thứ 2 khi để thua Câu lạc bộ bóng đá Than Quảng Ninh với tỷ số 0-2. Giải hạng nhất quốc gia 2018 sẽ khởi tranh vào ngày 21 tháng 4, với 10 đội tham dự để tranh 1,5 suất thăng hạng V.League 2019. Huấn luyện viên trưởng Lê Thanh Xuân đặt mục tiêu lọt tốp 5 đội bóng mạnh nhất mùa giải này.

## Trang phục thi đấu
| Giai đoạn | Thương hiệu trang phục | Nhà tài trợ in lên áo |
| --------- | ---------------------- | --------------------- |
| 2016–2023 | Không có               | Không có              |
| 2023      | Không có               | Trường Tươi Group     |
| 2024–nay  | Kelme                  | Trường Tươi Group     |

## Đội hình hiện tại
Ghi chú: Quốc kỳ chỉ đội tuyển quốc gia được xác định rõ trong điều lệ tư cách FIFA. Các cầu thủ có thể giữ hơn một quốc tịch ngoài FIFA.
| Số | VT | Quốc gia | Cầu thủ           |
| -- | -- | -------- | ----------------- |
| 1  | TM | Việt Nam | Bùi Tấn Trường    |
| 2  | HV | Việt Nam | Dương Văn Trung   |
| 3  | HV | Việt Nam | Huỳnh Tấn Sinh    |
| 6  | HV | Việt Nam | Nguyễn Văn Quý    |
| 7  | TV | Việt Nam | Sầm Ngọc Đức      |
| 8  | TV | Việt Nam | Lưu Tự Nhân       |
| 9  | TĐ | Việt Nam | Nguyễn Hữu Khôi   |
| 10 | TĐ | Việt Nam | Hồ Sỹ Giáp        |
| 11 | TV | Việt Nam | Điểu Quy          |
| 12 | TV | Việt Nam | Hoàng Minh Tâm    |
| 15 | TV | Việt Nam | Nguyễn Văn Ka     |
| 16 | HV | Việt Nam | Mạc Đức Việt Anh  |
| 17 | TV | Việt Nam | Trần Mạnh Hùng    |
| 18 | TĐ | Việt Nam | Lê Văn Nam        |
| 19 | TV | Việt Nam | Vũ Đức Duy        |
| 20 | TV | Việt Nam | Đàm Trọng Phúc    |
| 21 | TV | Việt Nam | Nguyễn Kiên Quyết |

| Số | VT | Quốc gia | Cầu thủ                                       |
| -- | -- | -------- | --------------------------------------------- |
| 22 | TĐ | Việt Nam | Nguyễn Văn Tám                                |
| 23 | TV | Việt Nam | Trần Đình Hùng                                |
| 24 | TV | Việt Nam | Nguyễn Tài Lộc                                |
| 25 | TM | Việt Nam | Phạm Hữu Nghĩa                                |
| 27 | TĐ | Việt Nam | Hồ Tuấn Tài                                   |
| 32 | HV | Việt Nam | Trương Dũ Đạt                                 |
| 36 | HV | Việt Nam | Nguyễn Vũ Hoàng Dương                         |
| 39 | HV | Việt Nam | Trần Anh Thi                                  |
| 66 | TV | Việt Nam | Nguyễn Thành Đạt (mượn từ Thể Công – Viettel) |
| 70 | TĐ | Việt Nam | Nguyễn Công Phượng                            |
| 81 | HV | Việt Nam | Nguyễn Duy Thắng                              |
| 91 | TĐ | Việt Nam | Lê Thanh Bình                                 |
| —  | TM | Việt Nam | Trần Nhật Hà                                  |
| —  | TV | Việt Nam | Lê Hoàng Dương                                |
| —  | TV | Việt Nam | Ngô Hoàng Anh                                 |
| —  | TV | Việt Nam | Nguyễn Bá Tiến                                |
| —  | TĐ | Việt Nam | Cù Nguyễn Khánh                               |

## Thành phần ban huấn luyện
| Chức vụ                  | Tên               |
| ------------------------ | ----------------- |
| Giám đốc điều hành       | Machida Yoshiyuki |
| Giám đốc kỹ thuật        | Yusuke Adachi     |
| Huấn luyện viên trưởng   | Huỳnh Quốc Anh    |
| Trợ lí huấn luyện viên   | Lê Tấn Tài        |
| Trợ lí huấn luyện viên   | Võ Quốc Huy       |
| Trợ lí huấn luyện viên   | Nguyễn Văn Chung  |
| Trợ lí huấn luyện viên   | Võ Hồng Phúc      |
| Huấn luyện viên thể hình | Nobuhiro Ueno     |
| Phân tích kỹ thuật       | Nguyễn Ngọc An    |
| Phân tích kỹ thuật       | Ngô Xuân Nghĩa    |
| Phân tích kỹ thuật       | Nguyễn Anh Tuấn   |
| Phân tích kỹ thuật       | Cấn Văn Hiếu      |
| Phân tích kỹ thuật       | Lê Văn Duy        |
| Bác sĩ                   | Matsuki Hitoshi   |
| Bác sĩ                   | Nguyễn Đắc Phương |

## Các huấn luyện viên trong lịch sử
| Các huấn luyện viên trưởng của Bình Phước \| - 2013-2014: Lê Trung Hậu - 2015-2019: Lê Thanh Xuân - 2019-2020: Nguyễn Minh Phương - 2020: Nguyễn Minh Dũng - 2021: Văn Sỹ Sơn - 2021-2022: Phạm Công Lộc - 2022: Hoàng Thọ - 2022-2023: Lê Thanh Xuân - 2023-2025: Nguyễn Anh Đức - 2025-nay: Huỳnh Quốc Anh \| |
| - 2013-2014: Lê Trung Hậu - 2015-2019: Lê Thanh Xuân - 2019-2020: Nguyễn Minh Phương - 2020: Nguyễn Minh Dũng - 2021: Văn Sỹ Sơn - 2021-2022: Phạm Công Lộc - 2022: Hoàng Thọ - 2022-2023: Lê Thanh Xuân - 2023-2025: Nguyễn Anh Đức - 2025-nay: Huỳnh Quốc Anh                                                 |

## Thành tích
| Chú giải màu sắc | Chú giải màu sắc |
| ---------------- | ---------------- |
| Vô địch          |                  |
| Á quân           |                  |
| Hạng ba          |                  |
| Hạng tư          |                  |
| Thăng hạng       |                  |
| Tranh trụ hạng   | Thắng play-off   |
| Tranh trụ hạng   | Thua play-off    |
| Xuống hạng       |                  |

| Thành tích của Bình Phước từ khi được thành lập | Thành tích của Bình Phước từ khi được thành lập | Thành tích của Bình Phước từ khi được thành lập | Thành tích của Bình Phước từ khi được thành lập | Thành tích của Bình Phước từ khi được thành lập | Thành tích của Bình Phước từ khi được thành lập | Thành tích của Bình Phước từ khi được thành lập | Thành tích của Bình Phước từ khi được thành lập | Thành tích của Bình Phước từ khi được thành lập | Thành tích của Bình Phước từ khi được thành lập | Thành tích của Bình Phước từ khi được thành lập | Thành tích của Bình Phước từ khi được thành lập | Thành tích của Bình Phước từ khi được thành lập |
| Năm                                             | Hạng đấu                                        | Hạng đấu                                        | Hạng đấu                                        | Hạng đấu                                        | Thành tích                                      | St                                              | T                                               | H                                               | B                                               | Bt                                              | Bb                                              | Điểm                                            |
| Năm                                             | I                                               | II                                              | III                                             | IV                                              | Thành tích                                      | St                                              | T                                               | H                                               | B                                               | Bt                                              | Bb                                              | Điểm                                            |
| ----------------------------------------------- | ----------------------------------------------- | ----------------------------------------------- | ----------------------------------------------- | ----------------------------------------------- | ----------------------------------------------- | ----------------------------------------------- | ----------------------------------------------- | ----------------------------------------------- | ----------------------------------------------- | ----------------------------------------------- | ----------------------------------------------- | ----------------------------------------------- |
| 2007                                            |                                                 |                                                 |                                                 |                                                 | Không rõ                                        | Không rõ thành tích cụ thể                      | Không rõ thành tích cụ thể                      | Không rõ thành tích cụ thể                      | Không rõ thành tích cụ thể                      | Không rõ thành tích cụ thể                      | Không rõ thành tích cụ thể                      | Không rõ thành tích cụ thể                      |
| 2008                                            |                                                 |                                                 |                                                 |                                                 | Thứ 3 bảng C                                    | 4                                               | 1                                               | 1                                               | 2                                               | 2                                               | 5                                               | 4                                               |
| 2009                                            |                                                 |                                                 |                                                 |                                                 | Thứ 6 bảng C                                    | 5                                               | 0                                               | 2                                               | 3                                               | 6                                               | 10                                              | 2                                               |
| 2010                                            |                                                 |                                                 |                                                 |                                                 | Vô địch                                         | 5                                               | 3                                               | 2                                               | 0                                               | 7                                               | 4                                               | 11                                              |
| 2011                                            |                                                 |                                                 |                                                 |                                                 | Thứ 5 bảng C                                    | 10                                              | 2                                               | 4                                               | 4                                               | 8                                               | 14                                              | 10                                              |
| 2012                                            |                                                 |                                                 |                                                 |                                                 | Thứ 6 bảng C                                    | 10                                              | 1                                               | 5                                               | 4                                               | 6                                               | 15                                              | 8                                               |
| 2013                                            |                                                 |                                                 |                                                 |                                                 | Vô địch                                         | 3                                               | 3                                               | 0                                               | 0                                               | 14                                              | 3                                               | 9                                               |
| 2014                                            |                                                 |                                                 |                                                 |                                                 | Vô địch                                         | 7                                               | 3                                               | 4                                               | 0                                               | 15                                              | 3                                               | 13                                              |
| 2015                                            |                                                 |                                                 |                                                 |                                                 | Thứ 7                                           | 14                                              | 4                                               | 3                                               | 7                                               | 19                                              | 25                                              | 15                                              |
| 2016                                            |                                                 |                                                 |                                                 |                                                 | Thứ 8                                           | 18                                              | 4                                               | 4                                               | 10                                              | 29                                              | 36                                              | 16                                              |
| 2017                                            |                                                 |                                                 |                                                 |                                                 | Thứ 3                                           | 12                                              | 6                                               | 1                                               | 5                                               | 11                                              | 12                                              | 19                                              |
| 2018                                            |                                                 |                                                 |                                                 |                                                 | Thứ 8                                           | 18                                              | 3                                               | 9                                               | 6                                               | 13                                              | 24                                              | 18                                              |
| 2019                                            |                                                 |                                                 |                                                 |                                                 | Thứ 3                                           | 22                                              | 11                                              | 4                                               | 7                                               | 33                                              | 25                                              | 37                                              |
| 2020                                            |                                                 |                                                 |                                                 |                                                 | Thứ 5                                           | 16                                              | 5                                               | 3                                               | 8                                               | 12                                              | 18                                              | 18                                              |
| 2021                                            |                                                 |                                                 |                                                 |                                                 | Mùa giải bị hủy vì COVID-19                     | Mùa giải bị hủy vì COVID-19                     | Mùa giải bị hủy vì COVID-19                     | Mùa giải bị hủy vì COVID-19                     | Mùa giải bị hủy vì COVID-19                     | Mùa giải bị hủy vì COVID-19                     | Mùa giải bị hủy vì COVID-19                     | Mùa giải bị hủy vì COVID-19                     |
| 2022                                            |                                                 |                                                 |                                                 |                                                 | Thứ 10                                          | 22                                              | 4                                               | 7                                               | 11                                              | 19                                              | 24                                              | 19                                              |
| 2023                                            |                                                 |                                                 |                                                 |                                                 | Thứ 10                                          | 18                                              | 4                                               | 4                                               | 10                                              | 23                                              | 30                                              | 16                                              |
| 2023–24                                         |                                                 |                                                 |                                                 |                                                 | Thứ 3                                           | 20                                              | 10                                              | 5                                               | 5                                               | 28                                              | 15                                              | 35                                              |
| 2024–25                                         |                                                 |                                                 |                                                 |                                                 | Thứ 2                                           | 20                                              | 13                                              | 5                                               | 2                                               | 30                                              | 13                                              | 44                                              |

## Danh hiệu

### Danh hiệu quốc gia
- V.League 2:

 Hạng ba: 2017, 2019, 2023–24
- Hạng ba:

 Vô địch: 2010, 2013
- Hạng nhì:

 Vô địch: 2014